# Liceul Catolic din Deva
Liceul Catolic din Deva este o instituție de învățământ întreținută de Fundația Sfântul Francisc. Liceul funcționează în municipiul Deva din anul 1995.